# Temelucha rhyacioniae
Temelucha rhyacioniae är en stekelart som först beskrevs av Joseph Augustine Cushman 1930.  Temelucha rhyacioniae ingår i släktet Temelucha och familjen brokparasitsteklar. Inga underarter finns listade i Catalogue of Life.